# Phlebotomus tobbi
Phlebotomus tobbi is een muggensoort uit de familie van de motmuggen (Psychodidae). De wetenschappelijke naam van de soort is voor het eerst geldig gepubliceerd in 1930 door Adler, Theodor & Lourie.